# Eryngium ferrisiae
Eryngium ferrisiae är en flockblommig växtart som beskrevs av Lincoln Constance. Eryngium ferrisiae ingår i släktet martornar, och familjen flockblommiga växter. Inga underarter finns listade i Catalogue of Life.